# Anti-apartheidsbeweging
De anti-apartheidsbeweging was een internationale sociale beweging die zich keerde tegen de apartheid in Zuid-Afrika met name in de periode tussen ongeveer 1960 en 1994.
De beweging kreeg behalve in Zuid-Afrika (met het Afrikaans Nationaal Congres (ANC)) organiatorisch gestalte in onder meer het Verenigd Koninkrijk (met de Anti=Apartheid Movement), Nederland (met vooral het Komitee Zuidelijk Afrika (KZA) en de Anti-Apartheidsbeweging Nederland (AABN)) en België (met onder andere Vlaamse Anti-Apartheidskoordinatie (VAAK)). Een belangrijke aanleiding voor de groei van de beweging was het bloedbad van Sharpeville in 1960.
De beweging richtte zich op consumenten, internationale organisaties, regeringen en bedrijven, vooral in de jaren zeventig en tachtig, om via isolatie van Zuid-Afrika tot afschaffing van de apartheid te komen. Het voornaamste doel was een internationale boycot van Zuid-Afrika. Een voorbeeld daarvan was een olie-embargo, die in 1975 door de Algemene Vergadering van de Verenigde Naties tegen Zuid-Afrika werd afgekondigd.

## Zuidelijke Afrika
In Zuid-Afrika speelde het ANC een hoofdrol in de anti-apartheidsbeweging. Deze organisatie werd gesticht op 8 januari 1912 als South African Native National Congress (SANNC) met als doel meer rechten te bekomen voor de zwarte bevolking van Zuid-Afrika. De organisatie kreeg de naam ANC in 1923.
Het ANC werkte onder meer samen met gelijkstemde organisaties zoals de Zuid-Afrikaanse Communistische Partij (SACP) en het Pan-African Congress (PAC).
In 1961 werd het ANC in Zuid-Afrika verboden. In 1964 werd ANC-leider Nelson Mandela, symbool van het verzet tegen de apartheid, verbannen naar Robbeneiland. In deze tijd ontstond de Zwarte bewustzijnsbeweging van Steve Biko.
In 1990 liet president F.W. de Klerk het ANC weer toe, evenals verwante organisaties als het PAC en de Communistische Partij. Bij de vrije verkiezingen in 1994 behaalde het ANC onder aanvoering van Mandela een grote overwinning. Sinds die tijd neemt her deel aan de nationale regering en levert en levert het de president.

## Verenigd Koninkrijk

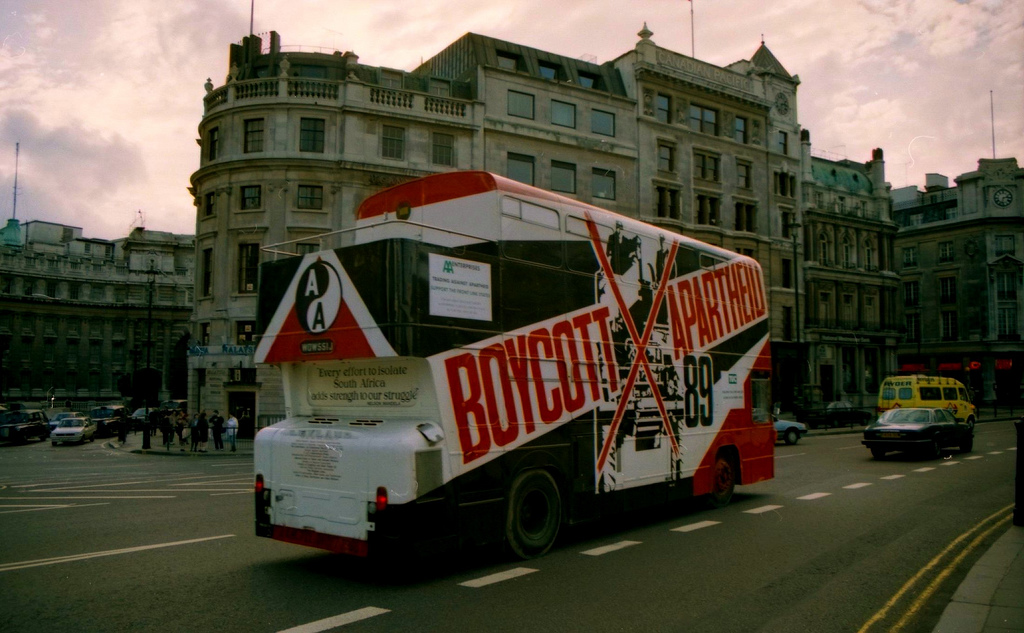
Demonstratie in Londen, 1989

De Engelse Anti-Apartheid Movement (AAM) startte als een boycotbeweging van Zuid-Afrikaanse ballingen en hun aanhangers in 1959 en groeide uit tot een spil van de internationale ant-apartheidsbeweging.
De boycotactie in 1959 kreeg in Het Verenigd Koninkrijk veel steun van studenten, vakbonden en progressieve politieke partijen. Het bloedbad van Sharpeville op 21 maart 1960, toen 69 ongewapende demonstranten werden doodgeschoten door de Zuid-Afrikaanse politie, leidde tot een intensivering van de activiteiten en een naamsverandering in de "Anti-Apartheid Movement'. Op dat moment was het Verenigd Koninkrijk de grootste buitenlandse investeerder in Zuid-Afrika.
De AAM behaalde verscheidene successen. Zo werd Zuid-Afrika gedwongen te vertrekken uit het Britse Gemenebest in 1961. In 1962 nam de Algemene Vergadering van de Verenigde Naties een resolutie aan waarin alle lidstaten opgeroepen werden over te gaan tot een handelsboycot tegen Zuid-Afrika. Later volgde een sportboycot en een wetenschappelijke boycot. Het Verenigd Koninkrijk ging echter niet over tot een economische boycot.

## Nederland

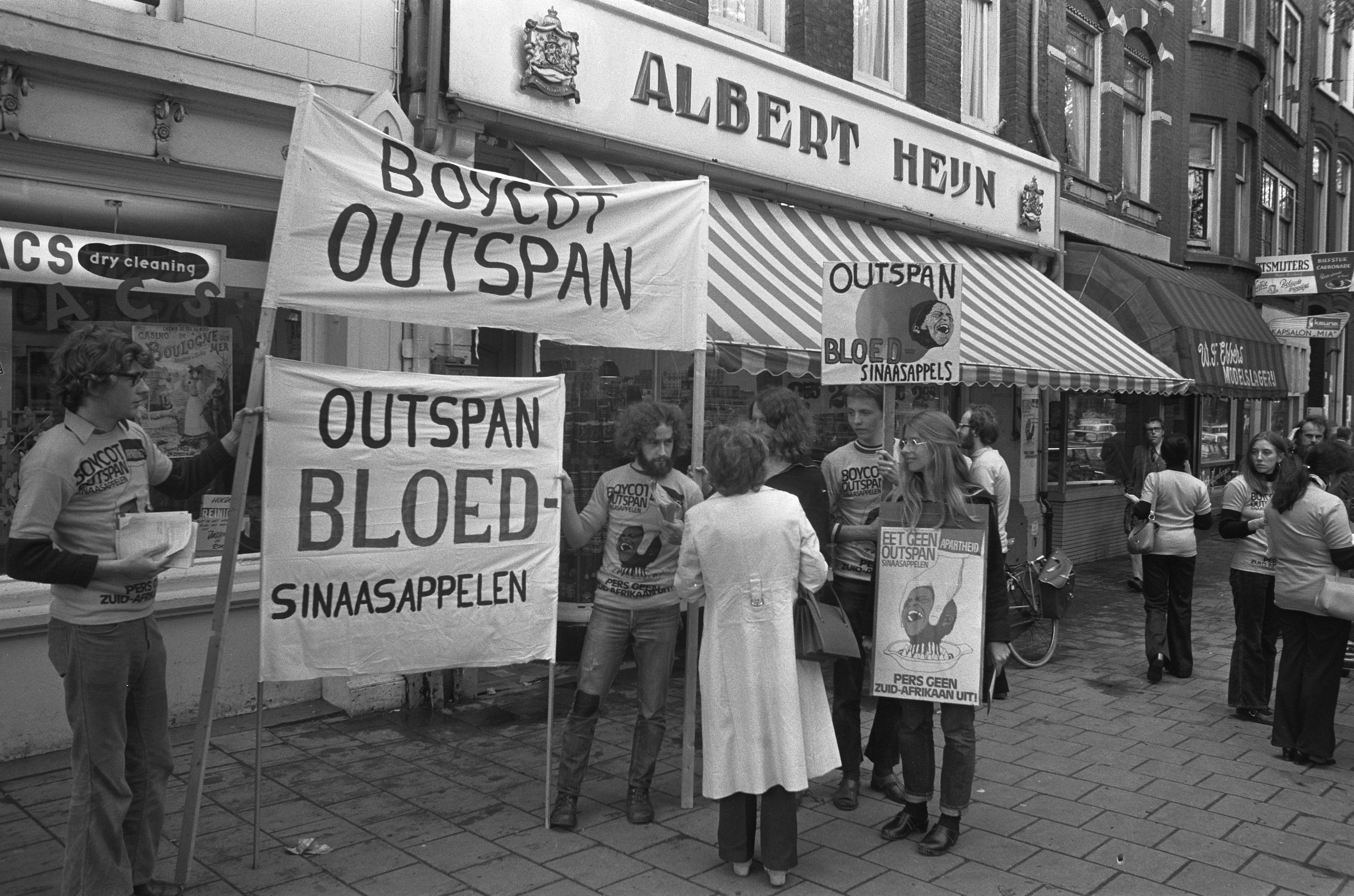
Boycot Outspan Aktie (1973)

Tot de anti-apartheidsbeweging in Nederland behoorden tientallen organisaties die lokaal en nationaal waren georganiseerd. Zij verstrekten informatie over de apartheid, onderhielden contacten met de anti-apartheidsbeweging in zuidelijke Afrika, riepen op tot actie en zetten regeringen en bedrijven onder druk om maatregelen te nemen tegen de apartheid in Zuid-Afrika.
De Anti Apartheids Beweging Nederland (AABN) werd opgericht in 1971, met als een van de boegbeelden Conny Braam. De beweging richtte zich op ondersteuning van het Zuid-Afrikaanse ANC, maar ook op verwante bewegingen in andere delen van zuidelijk Afrika zoals het SWAPO. Ook het KZA beperkte zich niet tot Zuid-Afrika. Het kwam voort uit het in 1961 opgerichte Angola Comité dat de bevrijdingsbewegingen in de Portugese koloniën Angola, Mozambique en Guinee-Bissao ondersteunde totdat deze koloniën onafhankelijk waren geworden. Behalve op Zuid-Afrika richtte het comité - dat de naam veranderde in KZA - op Namibië en Zimbabwe. Een van de voorlieden van het KZA was Sietse Bosgra. De Werkgroep Kairos, opgericht in 1970, kwam voort uit een groep christenen die verbonden waren met het Christelijk Instituut voor Zuidelijk Afrika van Beyers Naudé. Samen met onder meer KZA gaf de werkgroep het blad Amandla uit. Naast deze drie organisaties waren er nog vele andere grote en kleine werkgroepen en comités. Zo was er enige tijd de Boycot Outspan Aktie (BOA), die aanvankelijk ijverde voor een boycot van uit Zuid-Afrika afkomstige citrusvruchten.
Nadat het ANC in 1994 de verkiezingen gewonnen had, kreeg de anti-apartheidsbeweging in Nederland een andere vorm. Veel Nederlandse organisaties werden opgeheven, zoals de inmiddels tot Stichting Kairos omgedoopte Werkgroep Kairos en BOA of gingen in 1997 op in het Nederlands instituut voor Zuidelijk Afrika (NIZA), dat in 2012 met andere organisaties fuseerde tot ActionAid.

## België
In België waren er verschillende verenigingen die ijverden voor de afschaffing van de apartheid. Anti-apartheidsacties in Vlaanderen waren er al omstreeks 1973. Na een eerdere mislukte poging werd in 1985 in Vlaanderen VAAK (Vlaamse Anti-Apartheidskoordinatie) opgericht. Deze werd ondersteund door secretaris Hedwig Verhaegen van AKZA (Aktiekomitee Zuidelijk Afrika) dat al eerder rond Angola activiteiten ontplooide. Het CCCA (Comité contre le Colonialisme et L’Apartheid) opereerde in Brussel en Wallonië.
In VAAK werkten ongeveer 80 organisaties samen, doorgaans van progressieve huize. VAAK ontwikkelde tal van activiteiten en gaf de anti-apartheidsstrijd een impuls. Zo was er in 1985 de boycotcampagne 'Pluk geen vruchten van Apartheid' en de actie 'Steunt uw geld Apartheid', bedoeld om banken ertoe te bewegen geen kredieten te verlenen aan Zuid-Afrika. Deze laatste actie had uiteindelijk tot gevolg dat de Belgische banken geen Krugerrands meer verkochten.
Ook de jaren erna waren er verschillende acties gericht op de boycot van producten en tegen banken. Ook verzorgden deze verenigingen protestmarsen, publicaties en lezingen tegen apartheid en het kolonialisme. Hélène Passtoors was een prominente activiste in de Belgische anti-apartheidsbeweging en bevriend met Joe Slovo, vooraanstaand lid van het ANC.